# Oedogonium
Oedogonium (deutsch Kappenalgen) ist eine im Süßwasser vorkommende Gattung aus der Grünalgen-Gruppe der Chlorophyceae. Sie umfasst etwa 450 Arten.

## Merkmale

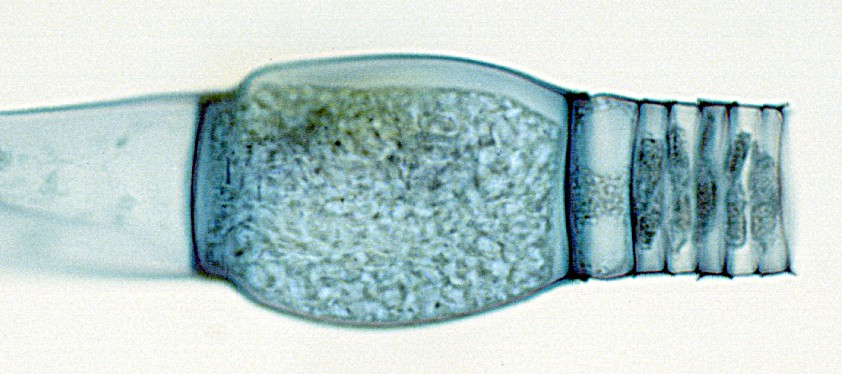
Oedogonium sp.: mit einem Oogonium (geschwollene Zelle) und Antheridien (kurz gestapelte Zellen)

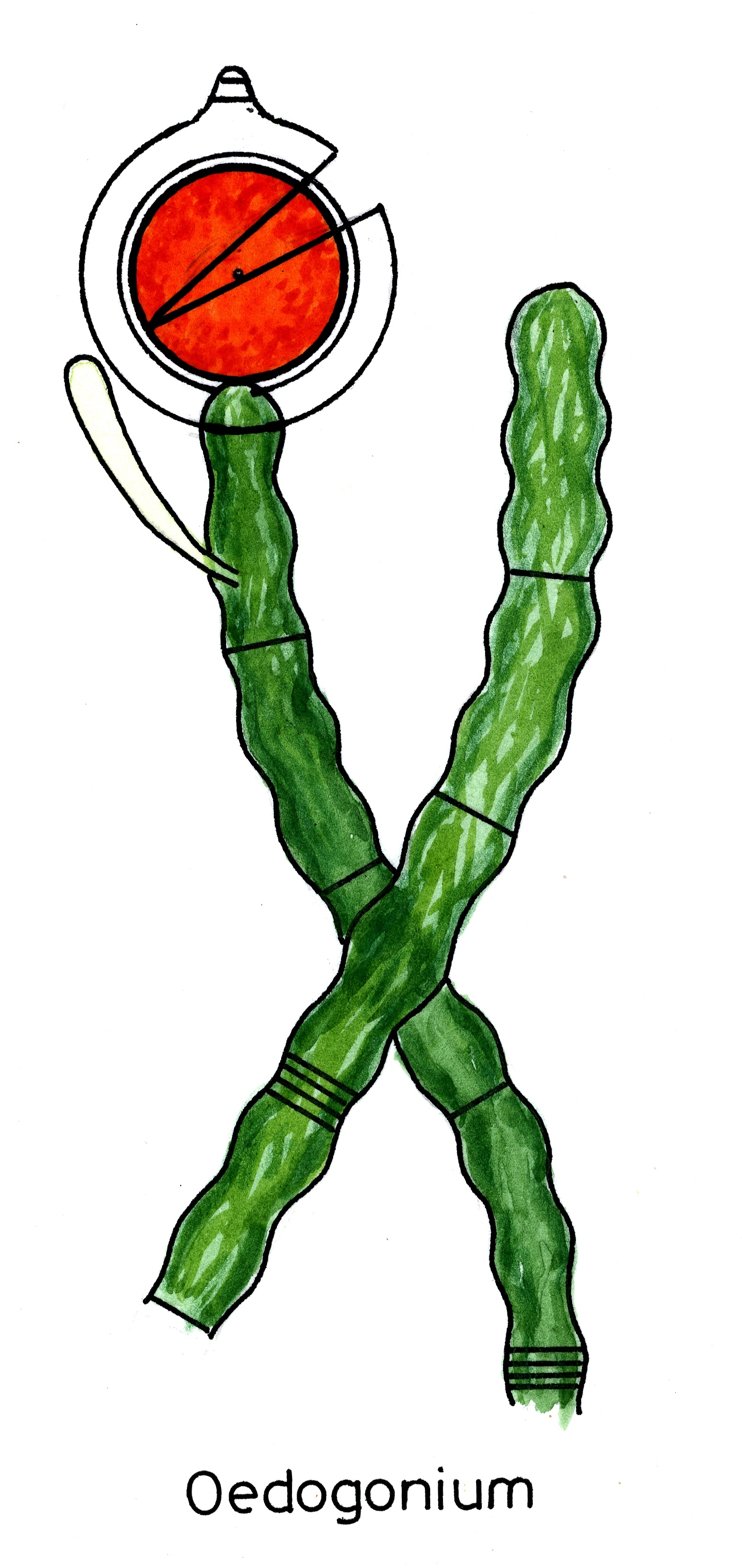
Oedogonium, Illustration

Die Vertreter bilden unverzweigte Fäden aus einer Zellreihe. Die Fäden haben einen Durchmesser von 3 bis 60 Mikrometer. Der Zellkern sitzt in der Zellmitte, die Chloroplasten sind wandständig, netzförmig und besitzen Pyrenoide. Die Bildung von Kappenzellen macht die Gattung unverwechselbar: bei der vegetativen Zellteilung innerhalb des Fadens bildet jeweils eine Tochterzelle eine ringförmige Kappe, die zweite nicht. Dies wiederholt sich bei jeder Zellteilung, sodass Kappenzellen viele endständige Kappen tragen können.
Die ungeschlechtliche Fortpflanzung erfolgt durch große, stephanokonte Zoosporen. Diese entweichen einzeln aus normalen Fadenzellen. Die geschlechtliche Fortpflanzung erfolgt durch Oogamie: einzelne Zellen bilden ein bauchiges Oogonium. In speziellen Kurzzellen (Antheridium) werden ein oder zwei männliche Spermatozoiden gebildet. Nach der Befruchtung entsteht eine Dauerzygote. Viele Arten bilden Zwergmännchen als Zwischenstadium: die von der Kurzzelle entlassene begeißelte Zelle verschmilzt nicht mit der Eizelle, sondern setzt sich nahe dem Oogonium fest und bildet hier einen kleinen, wenigzelligen Faden, das sogenannte Zwergmännchen. Dieses bildet ein oder zwei Antheridien, aus denen je ein Spermatozoid entweicht.

## Vorkommen
Die Vertreter der Gattung leben überwiegend (etwas in Form von Pelzalgen) festsitzend in stehenden oder fließenden, überwiegend nährstoffarmen Gewässern. Seltener kommen sie frei treibend vor. Sie treten vorwiegend im Frühling auf.

## Belege
- Karl-Heinz Linne von Berg, Michael Melkonian u. a.: Der Kosmos-Algenführer. Die wichtigsten Süßwasseralgen im Mikroskop. Kosmos, Stuttgart 2004, ISBN 3-440-09719-6, S. 260.